# Casa-Museu Gaudí
Casa-Museu Gaudí (katalanisch für „Museums-Haus Gaudí“) ist eine Villa im Park Güell in Barcelona, in der der Architekt Antoni Gaudí von 1906 bis Ende 1925 lebte. Sie wurde am 28. September 1963 als Museum eingeweiht. In ihr werden von Gaudí entworfene Möbel und andere Objekte ausgestellt.

## Geschichte
Nach einem Aufenthalt in England kehrte der katalanische Industrielle Eusebi Güell Ende des 19. Jahrhunderts nach Barcelona zurück. Auf dem Grundstück des Gutes Can Muntaner de Dalt, das er im Jahr 1899 erworben hatte, wollte er einen Stadtgarten für das katalanische Bürgertum errichten. Güell beauftragte Antoni Gaudí mit dem Projekt, welches die Errichtung von sechzig Häusern mit Garten und allen notwendigen Ausstattungen vorsah. Im Jahr 1914 wurde der Bau unterbrochen und das Projekt nie fertiggestellt.
Von den vorgesehenen sechzig Häusern wurden nur zwei gebaut: das Haus des Doktors Trias i Domènech und das jetzige Museum. Letzteres wurde als Musterhaus errichtet und sollte als Werbung für potenzielle Käufer dienen. Dieses Musterhaus wurde vom Architekten Francesc Berenguer i Mestres entworfen und vom Vertragsunternehmer Josep Pardo i Casanovas gebaut. Antoni Gaudí unterschrieb selbst den Entwurf. Das Haus wurde zwischen 1903 und 1905 gebaut und zum Verkauf angeboten, man fand jedoch keinen Käufer dafür.
Im Jahr 1906 kaufte es Antoni Gaudí und zog mit seinem Vater und seiner Nichte ein. Der Vater starb im selben Jahr und die Nichte im Jahr 1912. Gaudí wohnte alleine dort weiter, bis er Ende 1925 in die Werkstatt der Sagrada Família zog. Wenige Monate später starb Gaudí.
Der Architekt hinterließ das Haus dem Vorstand der Sagrada Família, der es dem Ehepaar Chiappo Arietti verkaufte. Im Jahr 1960 kaufte der Verein Gaudí-Freunde das Haus von den Nachkommen des Ehepaares Chiappo Arietti zurück, um es als Museum zu nutzen. Drei Jahre später wurde es als Casa-Museu Gaudí eingeweiht. Josep Maria Garrut war Museumsleiter vom Eröffnungsjahr bis zu seinem Tod im Jahr 2008. Im Jahr 1992 wurde das Haus dem Bauvorstand der Sagrada Família übergeben.

## Das Gebäude

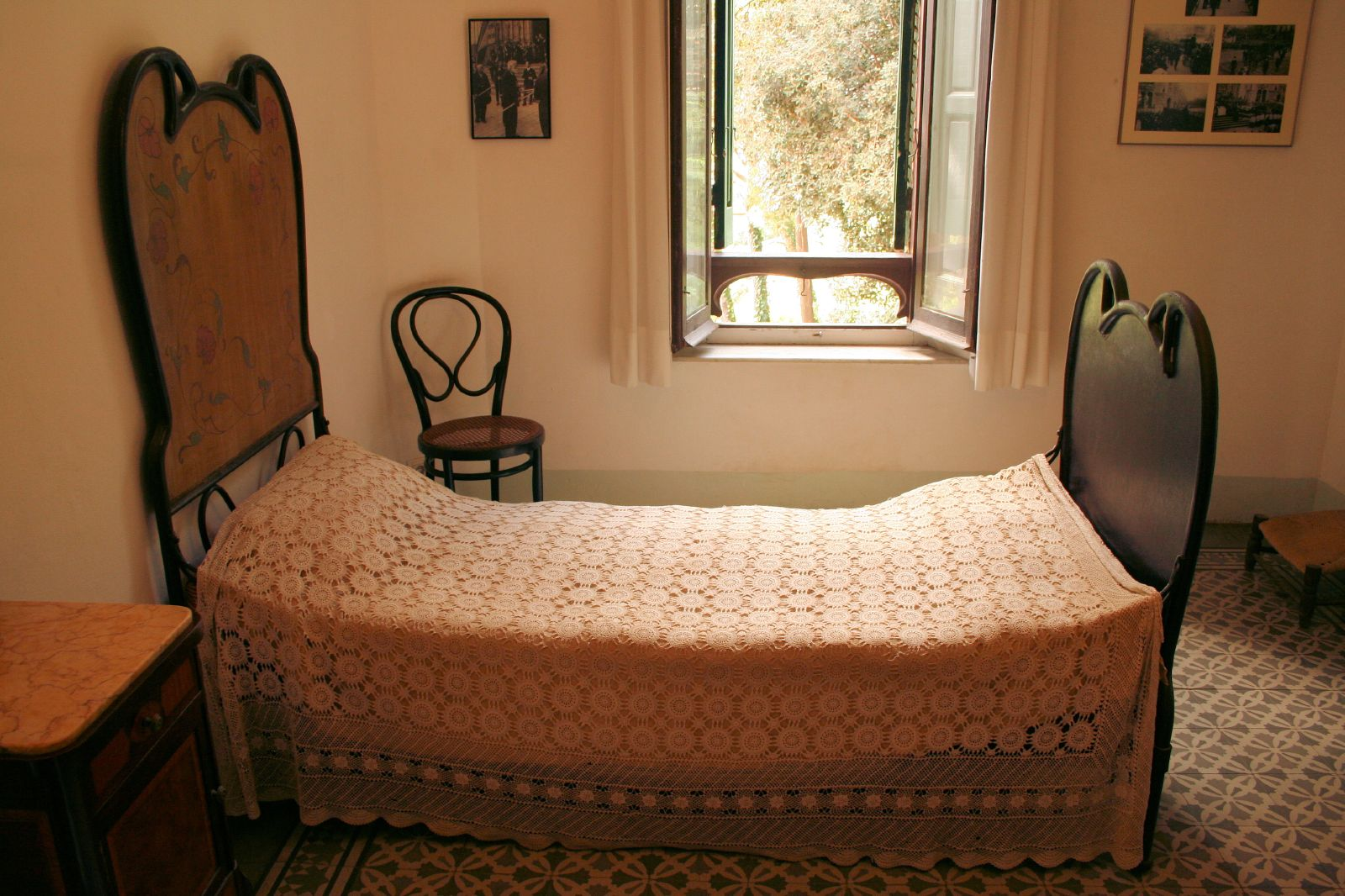
Gaudís Schlafzimmer

Das Gebäude hat vier Stockwerke. Im Erdgeschoss und im ersten Geschoss befindet sich die öffentlich zugängliche Sammlung. Zum Keller ist der Zutritt nicht gestattet. Im zweiten Geschoss befindet sich die Bibliothek Enric Casanelles, die nach Anmeldung besucht werden kann. Casanelles war Gründer des Vereins Gaudí-Freunde.
Zur Ausstellung gehören Wohnräume wie das Schlafzimmer, das Arbeitszimmer oder die Eingangshalle, ebenso wie einige persönliche Gegenstände von Gaudí, die an die Zeit erinnern, als er in diesem Haus lebte. Die Ausstellung beinhaltet auch eine wichtige Sammlung von Gaudí entworfener Möbel für Gebäude wie Casa Batlló, Casa Calvet, Casa Milà, Casa Vicens und die Krypta der Colònia Güell. Zusammen mit den von dem Architekten entworfenen Schmiedeelementen, die im Garten zu sehen sind, zählen diese zu den wertvollsten Objekten der Sammlung. Außerdem sind weitere Möbel, Skulpturen, Gemälde, Zeichnungen und andere von Mitarbeitern entworfene Gegenstände in den Räumen des Museums zu finden.

## Bibliographie
- Bassegoda, Joan und Garrut, Josep M.: Guia de Gaudí, Ediciones literarias y científicas, Barcelona 1969, S. 19–29
- Bassegoda, Joan: El gran Gaudí. Editorial AUSA, Sabadell 1989, ISBN 84-86329-44-2, S. 387–390 und 501–503
- Garrut, Josep M.: La Casa-Museu Gaudí amb pròleg i dues parts. Antoni Gaudí (1852-1926). Fundació Caixa de Pensions, 1984, ISBN 84-505-0683-2
- Garrut, Josep M.: Casa-Museu Gaudí (1852-1926). Andrés Morón, Barcelona, ISBN 84-931058-1-3, ISBN 84-931058-2-1 und ISBN 84-931058-3-X
- Gueilburt, Luís: Gaudí i el Registre de la Propietat. Institut Gaudí de la Construcció, Barcelona 2003,  S. 149–157, ISBN 84-688-1124-6.